# Aiva Anagnostiadis
Aiva Anagnostiadis (Melbourne, 9 augustus 2007) is een Australisch autocoureur.

## Carrière

### Karting
Anagnostiadis begon haar autosportcarrière in het karting in 2018, waar zij tot 2024 actief bleef. Zij begon met rijden in haar thuisland Australië, met als hoogtepunt een elfde plaats in de KA2-klasse van het nationaal kampioenschap in 2021. In 2022 nam zij deel aan de FIA Motorsport Games op het Circuit Paul Ricard, waar zij haar land in de discipline Karting Sprint Cup Senior vertegenwoordigde. Vanwege een ongeluk bij de start moest zij al vroeg uitvallen.
In 2023 trad Anagnostiadis toe tot het kartprogramma Race(H)er, georganiseerd door het Formule 1-team van Alpine en bedoeld voor vrouwelijke karters. In 2024 maakte zij de overstap naar Europa en eindigde zij op plaats 34 in de X30 Senior-klasse van de IAME Euro Series.

### Formule 4
Eind 2024 stapte Anagnostiadis over naar het formuleracing, waar zij haar Formule 4-debuut maakte in het Indiaas Formule 4-kampioenschap bij het team Goa Aces JA Racing. Een vijfde plaats op het Madras International Circuit was haar beste resultaat en werd met 47 punten tiende in de eindstand.
In 2025 begon Anagnostiadis het seizoen in de Formula Winter Series het Spaans Formule 4-winterkampioenschap bij Cram Motorsport. In de Winter Series reed zij enkel in het eerste raceweekend op het Autódromo Internacional do Algarve met een twintigste plaats als beste race-uitslag, terwijl zij in Spanje twee weekenden reed met een 23e plaats op het Circuito Permanente de Jerez als beste resultaat. Vervolgens kwam zij uit in het hoofdkampioenschap van de Spaanse Formule 4 bij Cram.

### F1 Academy
In 2025 maakt Anagnostiadis, naast haar verplichtingen in de Spaanse Formule 4, haar debuut in de F1 Academy bij Hitech TGR.